# Camping Bakkum
Camping Bakkum (voluit Kennemer Duincamping Bakkum) is een kampeerterrein dat ligt tussen het dorp Bakkum in de Noord-Hollandse gemeente Castricum en het Noordzeestrand. De camping in het Noordhollands Duinreservaat heeft een oppervlakte van 56 hectare. Hij is eigendom van PWN Waterleidingbedrijf Noord-Holland. Het recreatiebedrijf maakt aanspraak op het predicaat oudste camping van Nederland.
Camping Bakkum begon op het privé-landgoed van de Duitse prinses Luise zu Wied. Zij gaf in 1914 toestemming aan mensen om er hun tent op te zetten. Zodoende vierde de camping in 2014 zijn honderdjarig bestaan. Officieel werd de kampeerplaats in 1928 geopend.
De camping ligt in het Noordhollands Duinreservaat, een waterwingebied. Derhalve is het kamperen aan strenge eisen gebonden. Zo moeten de woonverblijven elke winter verwijderd worden. Het waren behalve tenten vaak huisjes van hout met een dak van tentzeil. Later werd de stacaravan favoriet.
Camping Bakkum heeft bijnamen als 'Amsterdam aan Zee' en 'Klein Mokum'. Aanleiding daarvoor is het grote aantal Amsterdammers dat er verblijft. Velen hebben een vaste plaats en keren er gedurende tientallen jaren elke zomer terug.
Het is onduidelijk of Camping Bakkum terecht aanspraak maakt op de kwalificatie oudste camping. Een andere camping die daar aanspraak op meent te maken is camping Saxenheim tussen Nunspeet en Vierhouten.